# George Peele
George Peele (døbt 25. juli 1556 – begraven 9. november 1596) var en engelsk digter. 
Peele studerede i Oxford og kom derefter til London. Om hans liv vides ikke meget andet, end at han har levet på samme udskejende måde som så mange af samtidens forfattere, og han døde fattig og glemt. 
Hans digtning, der kun delvis er bevaret, består dels af digte, dels af dramaer. Af digtene kan nævnes: A Tale of Troy, måske skrevet, medens han endnu var ved universitetet, og The Honour of the Garter (1593). 
Af større interesse end digtene er dog hans dramaer, der viser ham som nogenlunde jævnbyrdig med Marlowe og Greene. 
Af disse kan nævnes: The Arraignment of Paris (1534), Edward the First (1593), The Battle of Alcazar (1594), The Old Wive’s Tale (1595) samt det bedste af hans dramaer David and Bethsabe, der først er trykt 1599. 
Af udgaver af Peeles værker kan nævnes: Dyce, The Dramatic and Poetical Works of Robert Greene and George Peele (London 1861) og Bullen, Works of George Peele (2 bind, London 1888). 